# Pierre de Préaux
Pour les articles homonymes, voir Préaux.
Pierre de Préaux, mort en 1212, est un chevalier et seigneur normand qui deviendra gouverneur militaire de Normandie, capitaine et bailli des îles Anglo-Normandes.

## Présentation

### Les seigneurs de Préaux
Pierre de Préaux, était un gentilhomme originaire de Préaux et de Darnétal qui formaient une baronnie située près de Rouen en Normandie. Son aïeul, le seigneur Eudes de Préaux n'était autre que l'adjoint de Guillaume le Conquérant, aidant celui-ci à asseoir sa conquête en Angleterre. Les seigneurs de Préaux ou Préaulx tiendront une place importante dans l'histoire de la Normandie et se retrouveront mêlés au conflit de succession entre Anglais et Français.

### La fratrie des Préaux
Pierre de Préaux avec ses frères Jean, Guillaume et Enguerrand faisaient partie de la maison royale à partir d'un âge très précoce. Pierre servit Henri II d'Angleterre, Richard Ier d'Angleterre, et Jean d'Angleterre. Pierre et Guillaume étaient connus, dans toutes les rencontres de tournois, comme des chevaliers compétents et vaillants. En 1189, leur père Osbert de Préaux meurt. Jean, le fils aîné, lui succéda à la baronnie de Préaux.

### La croisade en Terre sainte
En 1190, les deux frères cadets, Pierre et Guillaume accompagnèrent Richard Ier en croisade en Palestine. Ils passèrent par Vézelay, embarquèrent à Marseille, naviguèrent vers la Sicile, puis Chypre, firent le siège de Saint Jean d'Acre en 1191, participèrent à la bataille d'Arsouf ainsi qu'à celle de Jaffa, puis avancèrent sur Jérusalem. Pierre et Guillaume s'en retournèrent de la Terre sainte et arrivèrent en Normandie en 1192.

### Chevalier normand
De 1194 à 1199, Pierre a servi le roi Richard Ier tout au long de ses guerres contre Philippe II de France. Durant les dernières années de domination angevine des Plantagenêts en Normandie (1202 à 1204), Pierre de Préaux était un chevalier au service du roi Plantagenêt Jean sans Terre. Celui-ci donna d'importants domaines territoriaux à Pierre et à son frère qui furent nommés gouverneurs militaires en Normandie.
En tant que capitaine, Pierre de Préaux défendit Rouen assiégé par les Français de Philippe Auguste. Obligé de capituler, il donna les clés de la ville au roi de France et lui rendit hommage. Ce même Pierre de Préaux, propriétaire de terres des deux côtés de la Manche et toujours allié au roi d'Angleterre, fut nommé, par une charte du 13 janvier 1200, seigneur des îles anglo-normandes, huissier de justice et bailli des îles Anglo-Normandes en 1204.

## Contexte géopolitique

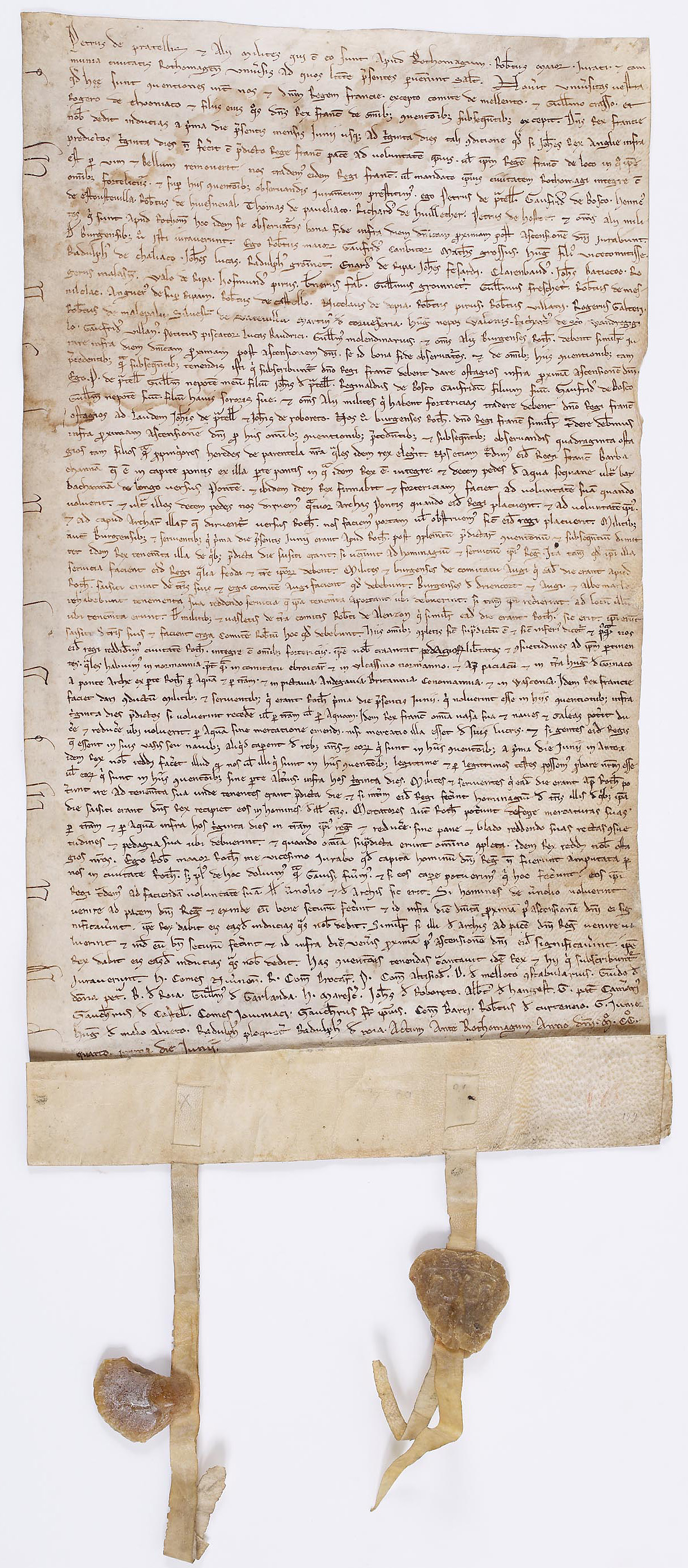
Acte de capitulation de Rouen de 1204 signé par Pierre de Préaux et adressé au roi de France Philippe Auguste.

Quand Richard Cœur de Lion mourut, le 6 avril 1199, lors du siège du château de Châlus-Chabrol en Limousin, Jean se fit reconnaître duc de Normandie le 25 avril à Rouen et couronner roi d'Angleterre le 27 mai à Londres, mais tous [Qui ?] n'étaient pas prêts à le reconnaître. Plusieurs [Qui ?] regardaient son jeune neveu, Arthur Ier de Bretagne, fils de son frère Geoffroy, comme l'héritier légitime. Et de fait, il l'était. Fils du troisième fils d'Henri II, Geoffroy, mort en 1186, primait dans la liste de succession à la couronne d'Angleterre sur son oncle Jean, le quatrième fils d'Henri II. Seulement, Arthur était jeune (il n'avait que douze ans en 1199, à la mort de son royal oncle) et semblait ne pas être à la hauteur aux yeux de Richard Cœur de Lion, de Jean et de sa grand-mère Aliénor d'Aquitaine. Arthur entra donc en lice contre son oncle et revendiqua le trône, avec le soutien du roi Philippe-Auguste. Le conflit entre Arthur et le roi Jean eut des conséquences fatales. Lors du conflit, Arthur fut fait prisonnier en Anjou devant le château de Mirebeau par les troupes de Jean et emmené en Normandie, d'abord à Falaise puis à Rouen. Le 3 avril 1203 Jean sans Terre assassina son neveu Arthur et fit jeter son corps lourdement lesté dans la Seine.
En décembre 1203, Jean sans Terre fait l'erreur de quitter la Normandie pour rentrer en Angleterre. Château-Gaillard tombe le 6 mars 1204. Philippe Auguste peut alors envahir l'ensemble de la Normandie : Falaise, Caen, Bayeux, puis Rouen qui capitule le 24 juin 1204 en constatant que le secours de Jean n'arrive pas.
En tant que gouverneur militaire et capitaine, Pierre de Préaux commanda la défense normande de Rouen face aux armées royales de Philippe Auguste. Cerné dans Rouen par les troupes du roi de France, fidèle autant qu'il put au roi d'Angleterre, le capitaine Pierre des Préaux, qui défendait la ville assiégée depuis 40 jours, fut obligé de capituler et de signer, le 24 juin 1204, le traité qui rattachait la Normandie au royaume de France. Il rendit hommage à Philippe Auguste qui lui confirma tous ses fiefs et qualités seigneurales. Il garda ses fiefs de Jersey et de Guernesey qui furent omis du traité de rattachement de la Normandie au royaume de France. La suzeraineté des îles Anglo-Normandes passait en principe à la France. En fait, les sujets du roi de France occupaient déjà les îles qui, pendant une courte période, n'appartinrent alors ni au roi d'Angleterre, Jean sans Terre, ni au duché de Normandie conquis par Philippe Auguste.

## Notable des îles anglo-normandes
Jean sans Terre le confirme alors dans ses titres sur les îles Anglo-Normandes et l'élève au rang de "Ballivus" (bailli) mais sans l'ensemble des attributions des futurs baillis de Jersey. La véritable fonction de bailli commencera un demi-siècle plus tard avec Drouet de Barentin. Il est alors nommé co-gouverneur des îles Anglo-normandes avec son compagnon d'armes du siège de Rouen, Renaud III de Carteret, seigneur de Saint-Ouen à Jersey, que Philippe Auguste accusera de forfaiture, et lui retirera ses terres dans le Cotentin, parmi lesquelles se trouve la seigneurie de Carteret.
En 1201, Pierre de Préaux épousa Marie de Vernon, fille de Guillaume de Reviers, Comte de Devon.